# 王逡之
王 逡之（おう しゅんし、生年不詳 - 495年）は、南朝宋から斉にかけての儒学者。字は宣約。本貫は琅邪郡臨沂県。高祖父は王彬。曾祖父は王彪之。祖父は王臨之。父は王環之。

## 経歴
代々郡太守を輩出した家に生まれた。若くして礼学で広く知られた。宋の江夏国常侍を初任とした。大司馬行参軍や章安県令をつとめた。始安郡内史に進んだが、赴任しないうちに山陽王驃騎参軍に任じられ、治書御史を兼ねた。安成国郎中となり、呉県令に転じた。昇明3年（479年）、著作郎として尚書左丞を兼ね、斉国の儀礼の制定に参与した。王倹が『古今喪服集記』を編纂すると、逡之は王倹の説の11条を批判し、『世行』5巻を編纂した。国子博士となった。建元2年（480年）、国学を立てるよう上表した。著作を兼ね、『永明起居注』を編纂した。通直散騎常侍・驍騎将軍の位を受けた。寧朔将軍・南康相として出向した。太中大夫や光禄大夫の位を受け、侍中を加えられた。生活は質素で、老年になっても釈巻を手放さなかった。建武2年（495年）、死去した。
従弟の王珪之は、史学で知られ、『斉職儀』を編纂した。

## 伝記資料
- 『南斉書』巻52 列伝第33
- 『南史』巻24 列伝第14